# Maginotlinjen
Maginotlinjen (IPA: [maʒi'noː]; namngiven efter den franska krigsministern André Maginot) är en försvarslinje bestående av betongbefästningar, stridsvagnshinder, kulsprutenästen och andra försvarskonstruktioner som byggdes av Frankrike längs dess gräns mot Tyskland och Italien under mellankrigsperioden (1928–1936).
Med termen "Maginotlinjen" menas ibland hela försvarssystemet, men allt som oftast menas enbart försvarslinjen mot Tyskland. Försvaret mot Italien kallas även Alplinjen. Det statiska försvarets framgång under första världskriget hade stort inflytande i den franska tankegången och fransmännen trodde att Maginotlinjen skulle kunna uppehålla fienden vid ett anfall så att den franska armén skulle vinna tid för mobilisering av sina trupper. Under andra världskriget kom dock Maginotlinjen att misslyckas grundligt i sitt uppdrag att försvara mot de tyska trupperna eftersom tyskarna hade utvecklat en ny mobil krigföringstaktik och helt sonika snabbt gick runt försvarslinjen genom Benelux. Maginotlinjen mötte då bara skenanfall, även om det fanns förluster i de båda lägren.

## Ursprung, projektet och konstruktionen
| ”                                   | Vi kunde knappast drömma om att bygga en ny kinesisk mur i Frankrike, eftersom den skulle ha blivit för dyr. Istället har vi förutsett kraftfulla och flexibla sätt för att organisera försvaret, baserat på den dubbla principen att utnyttja terrängen till fullo och att skapa en kontinuerlig eldlinje överallt. | „ |
| – André Maginot (10 december 1929). | |   |

### Första världskrigets konsekvenser
Den 11 november 1918 slutade första världskriget för Frankrikes del. Bakom sig lämnade kriget ett land som var åderlåtet och i ruiner. Förutom den tid då Frankrike ockuperade en del av Tyskland och krävde pengar för att Tyskland inte hade betalat krigsskadestånd så blev det inte mycket mer krig för deras del. Efter att ha upplevt världshistoriens mest fruktansvärda krig ville Frankrike till varje pris undvika en ny liknande konflikt med Tyskland. Konstruktionen av Maginotlinjen under 1920- och 30-talet kan härledas direkt från denna tankegång. Kriget hade förvärrat den demografiska situationen i Frankrike. Landet var nu mycket svagare i jämförelse med Tyskland: vid ett nytt krig skulle det vara nödvändigt att rädda så mycket "franskt blod" som möjligt. Detta uttrycktes speciellt kraftfullt av de franska nationalisterna under mellankrigsperioden. Under kriget hade även den franska infrastrukturen utsatts för en närmast total destruktion i krigsområdena. De större städerna i norr, den bördiga jorden och de industriella råmaterialkällorna var förstörda. Vid ett eventuellt framtida krig skulle det vara av nöden att pressa fienden tillbaka så snabbt som möjligt för att garantera det egna territoriets integritet.
Det första världskriget innebar även en förändring i den franska strategin. Enligt det franska högkvarteret var de stora offensivernas tid förbi – nästa krig skulle bli ett positionskrig. Det första världskriget hade visat att ett kontinuerligt försvar är ogenomträngligt ifall varje meter av landet försvaras av kulsprutor och artilleri.
När första världskriget tog slut och Frankrike återfick de områden som förlorats i 1870–71 års krig kom den dåvarande franska befästningslinjen vid Séré de Rivières som byggts på 1880-talet att befinna sig inne i Frankrike, långt ifrån gränserna. Befästningslinjens beväpning var dessutom hopplöst föråldrad. Det var dags att börja planera någonting nytt. Resultatet blev Maginotlinjen.

### Målet med Maginotlinjen

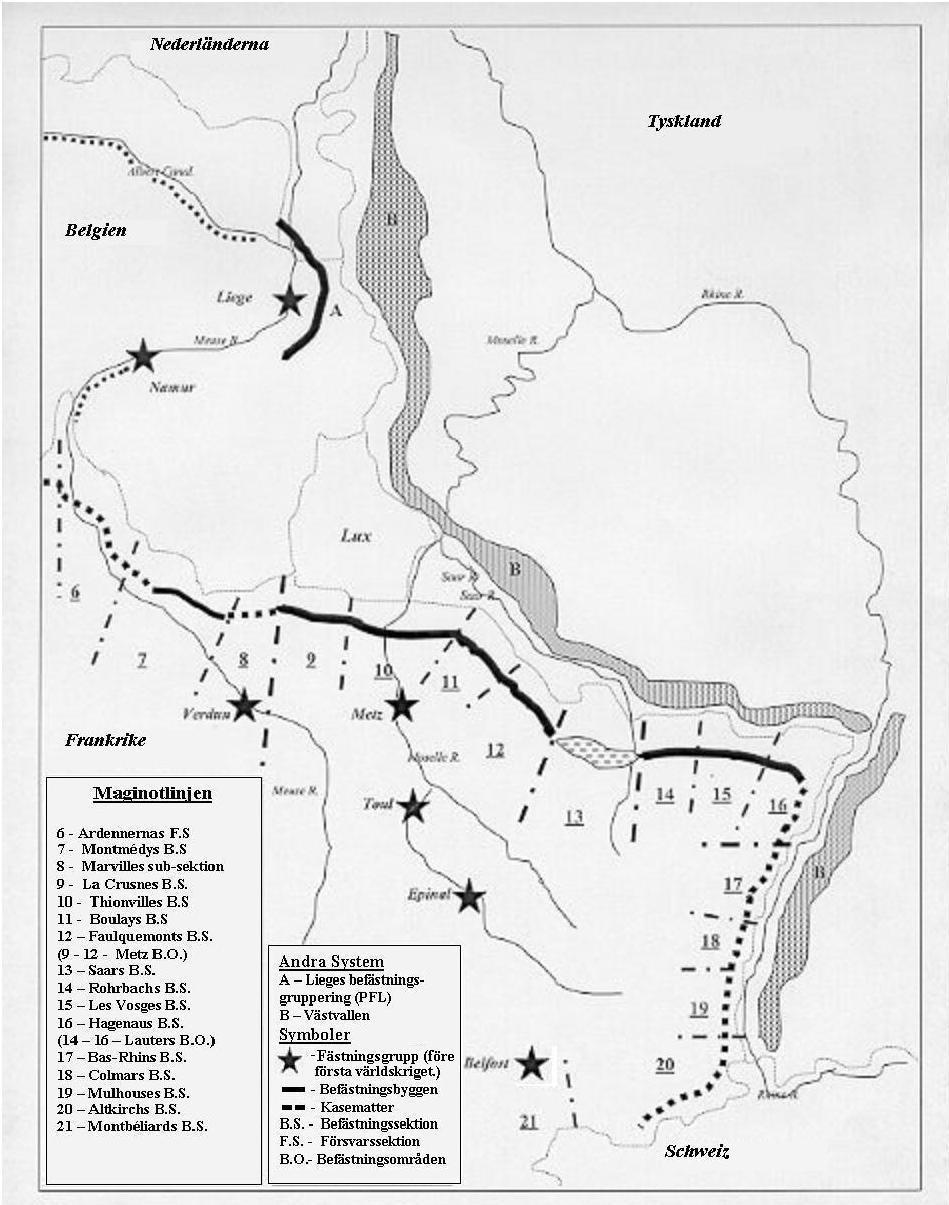

De nya befästningarna vid Maginotlinjen hade många funktioner vid ett eventuellt krig. De skulle:
- rädda livet på trupperna och därmed kompensera för de "försvunna åldersklasserna" orsakade av första världskriget
- försena ett överraskningsanfall från Tyskland och säkra den franska mobiliseringen
- skydda industrins basområden samt gruvorna i Alsace och Lorraine
- användas som ett uppmarschområde för ett eventuellt motanfall
- tvinga ett fientligt anfall att gå igenom Belgien eller Schweiz. Alla visste att tyskarna vid ett eventuellt anfall skulle försöka att gå runt Maginotlinjen. Eftersom de franska generalerna hade genomlevt första världskriget visste de att tyskarnas redan hade gått igenom Belgien 1914 på grund av de franska befästningarna. Gick de samma väg igen skulle Storbritannien, som var Belgiens beskyddare, vara tvungen att slåss emot Tyskland med hjälp av Frankrike.

### Projekt och konstruktionen
De första projekten i samband med Maginotlinjen påbörjades strax efter det första världskrigets slut. Detta skedde med skapandet av Commission de Défense des Frontières (CDF) (Kommissionen för försvaret av gränserna) år 1922. Denna organisation, som leddes av marskalk Pétain, utförde grundarbetet för projektet. Organisationen avvecklades senare och gav plats åt Kommissionen för organiseringen av de befästa områdena Commission d'organisation des régions fortifiées  (CORF), vilket kom att bli den organisation som avsågs att sköta byggandet av Maginotlinjen.
Arbetet påbörjades 1928 och eftersom den italienska fascismen ansågs mera hotfull vid denna tidpunkt än den tyska Weimarrepubliken koncentrerades arbetet mot den italienska gränsen. Många fortifikationsbyggen pågick under 1929, däribland arbeten i nordost. Anslagen som fordrades för uppförandet röstades igenom i senaten den 14 januari 1930 (med 90% av rösterna). Bland de främsta förespråkarna för gränsförsvaret var dåvarande krigsminister André Maginot, en före detta soldat som hade sårats allvarligt år 1914. Fortifikationslinjen bär hans namn.
De första anslagen uppgick till 2,9 miljarder franc (idag motsvarande omkring 1,7 miljarder euro). Maginotlinjen kom att kosta över 5 miljarder franc, vilket inte var någon speciellt stor del av den franska statens budget. Dock gjorde den konstanta inflationen att man var tvungen att minimera utgifterna så mycket som möjligt. Detta kom bland annat att synas i kvaliteten på det utförda arbetet.
Arbetena med befästningarna pågick till 1933 då huvudarbetena avslutades. 1934 startades en ny serie av byggen i nordost i det franska Saarområdet och nära Montmédy vid den Belgiska gränsen. Nya anslag gavs 1935 (efter att Hitler och Mussolini hade befäst sina positioner) för att täcka hela gränsen. CORF kom dock att upplösas och ansvaret överfördes till de lokala militära befälhavarna som oftast lät civila entreprenörer utföra konstruktionerna - tillsammans med anslagsändringen ledde detta till att fästningsanläggningarna sammantaget kom att bli av lägre kvalitet än innan. De nya befästningarna kallas också för "den nya fronten". Huvudarbetet på Maginotlinjen avslutades 1936. Under de följande åren kom ingenjörtrupper Services Techniques du Génie (STG) och den militära arbetsorganisationen Main d’Œuvre Militaire (MOM) att uppföra tusentals betongvärn längs hela gränsen - också utanför de befästningar som tillhörde "den gamla fronten" och som byggts av CORF-organisationerna. Konstruktionskampanjen fortsatte fram till 1940 och bar vittnesmål om en ändring i taktiken i användningen av Maginotlinjen. Från att ursprungligen ha varit konstruerad för att försena en storskalig offensiv på ett begränsat område skulle den nu utgöra en oöverkomlig betongmur mot hela arméer. Detta var inte vad man hade tänkt använda linjen till från början.

## Organisation

### Centralorganisation

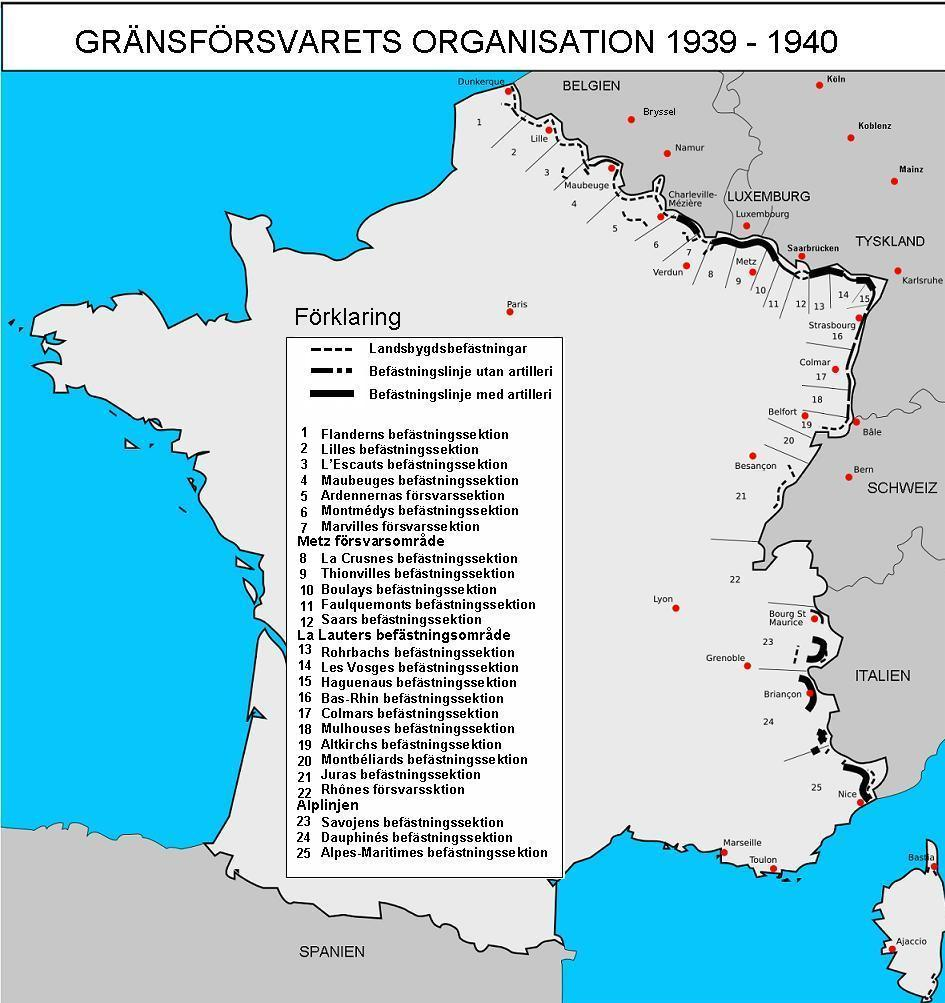
Organisationen av försvaret längs gränserna 1939-40

Maginotlinjen är indelad i befästningsområden och försvarssektorer. Längs den nordöstra gränsen var dessa sektorer indelade i två befästningsområden: Metz och Lauter.

### Metz befästningsområde
Metz befästningsområde anses som den mest utbyggda delen och det beror på flera orsaker – dels på staden Metz historia, men även att detta område var ett av de områden där man först började bygga linjen. Området sträcker sig från Crusnes i väst till Saar i öst.

#### Crusnes befästningssektion
Detta var den sista sektorn som befästes innan arbetet på den "nya fronten" inleddes vid Ardennerna och i nord. Sektorn utgörs av tre större fort (Fermont, Latirmont, Bréhain) och fyra mindre (Ferme Chappy, Mauvais Bois, du Four och d'Aumetz), samt en serie av kasematter vilka tillåter kontinuerlig eldgivning över området.

#### Thionvilles befästningssektion
Den befästa sektorn vid Thionville var tillsammans med den befästa sektorn vid Boulay de viktigaste och bäst befästa delarna av linjen. På de 25 km som denna sektor täcker kan man hitta hela sju större artillerifort (Rochonvillers, Molvange, Soetrich, Kobenbusch, Galgenberg, Métrich och Billig), fyra mindre infanterifort (Immerhof, Karreskogen, Oberheid och Sentzich) samt ett stort antal kasematter, skydd och observationsplatser. Denna befästa sektor är troligen den enda som byggdes i enlighet med CORF:s direktiv och var fullständigt till sitt utförande. Även de gamla forten som hade uppförts av tyskarna före första världskriget ingick i denna organisation. Dessa utgjordes av forten Guentrange, Koenigsmacker, Illange och Aisne.

#### Boulays befästningssektion
På den starka Thionvillesektorn vänstra flank fanns Boulaysektionen med sina starka fästningar. Den östra flanken utgjordes dock enbart av små bunkrar utan artilleri. Det finns fyra större artillerifort - ett av dessa är fortet Hackenberg (ett av de två största forten i hela Maginotlinjen, tillsammans med Hochwald i Haguenausektorn), samt forten Mont des Welches, Michelsberg och Anzeling (vars huvudtunnelgång är nästan 2 200 m lång och den längsta i hela Maginotlinjen). Sektorn har även åtta mindre fort (Coucou, Hobling, Bousseskogen, Berenbach, Bovenberg, Denting, byn Coume samt den norra utbuktningen vid Coume). Därtill finns ett stort antal kasematter och andra betongfästen.

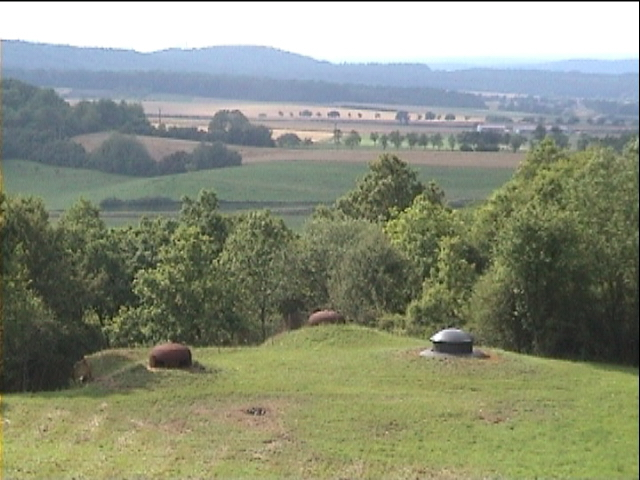
Hackenberg - Ovanför block 7
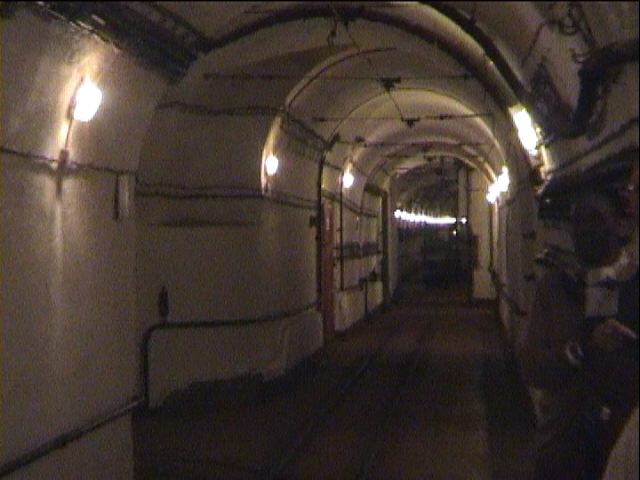
Hackenberg - Huvudgalleriet
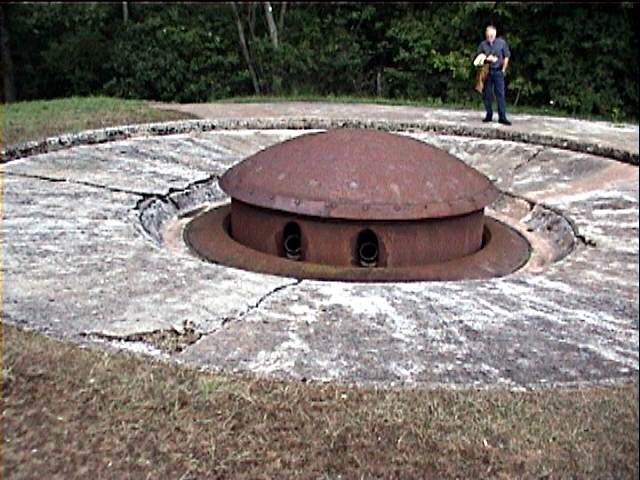
Hackenberg - Kanontorn för två snabbskjutande 135 mm pjäser vid positionen batterie
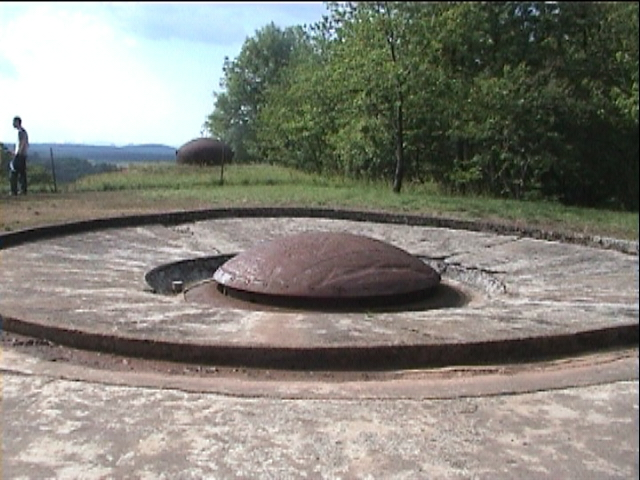
Hackenberg - Samma torn vid block 9 i nedsänkt läge

#### Faulquemonts befästningssektion
Faulquemont var den sista sektorn i Metz befästningsområde. Faulquemontsektorn var en relativt svag sektor eftersom den enbart hade åtta infanterifort (Coume, den södra utbuktningen vid Coume, Mottenberg, Kerfent, Bambesch, l'Einseling, Laudrefang och Téting) samt 13 kasematter. Det fanns inget artilleri i denna 15 km långa sektor som säkrade vägkorsningen mellan Boulay och Saar. Detta berodde på att budgeten hade minskats. Kanonerna var tänkta att installeras i en andra omgång. Bristen på artilleri i denna sektor kom att leda till att fransmännen led ett svårt bakslag här 1940 i striderna mot tyskarna.

### Lauterflodens befästningsområde
Det befästa området vid floden Lauter fick sitt franska namn från en vattenmarkering av gränsen mellan Wissembourg och Rhen. Detta 70 km breda område är indelat i tre sektorer: 

#### Rohrbachs befästningssektion
Rohrbach-lès-Bitche-sektionen byggdes 1930. Man byggde två stora artillerifort: Simserhof och Schieseck och ett mindre fort vid Otterbiel nära staden Bitche. Denna sektion förstärktes av många kasematter.

#### Vosges befästningssektion
Geografin vid Vosgesmassiven är fördelaktigt för försvararen - de skogklädda höjderna genomskärs av kärrdalar. Man kunde förlita sig på vattnet som en försvarskonstruktion. Resten kunde täckas av defensiv eld från många kasematter och tre fort: ett litet vid Lembach och två starka vid Grand Hohekirkel och Four à Chaux.

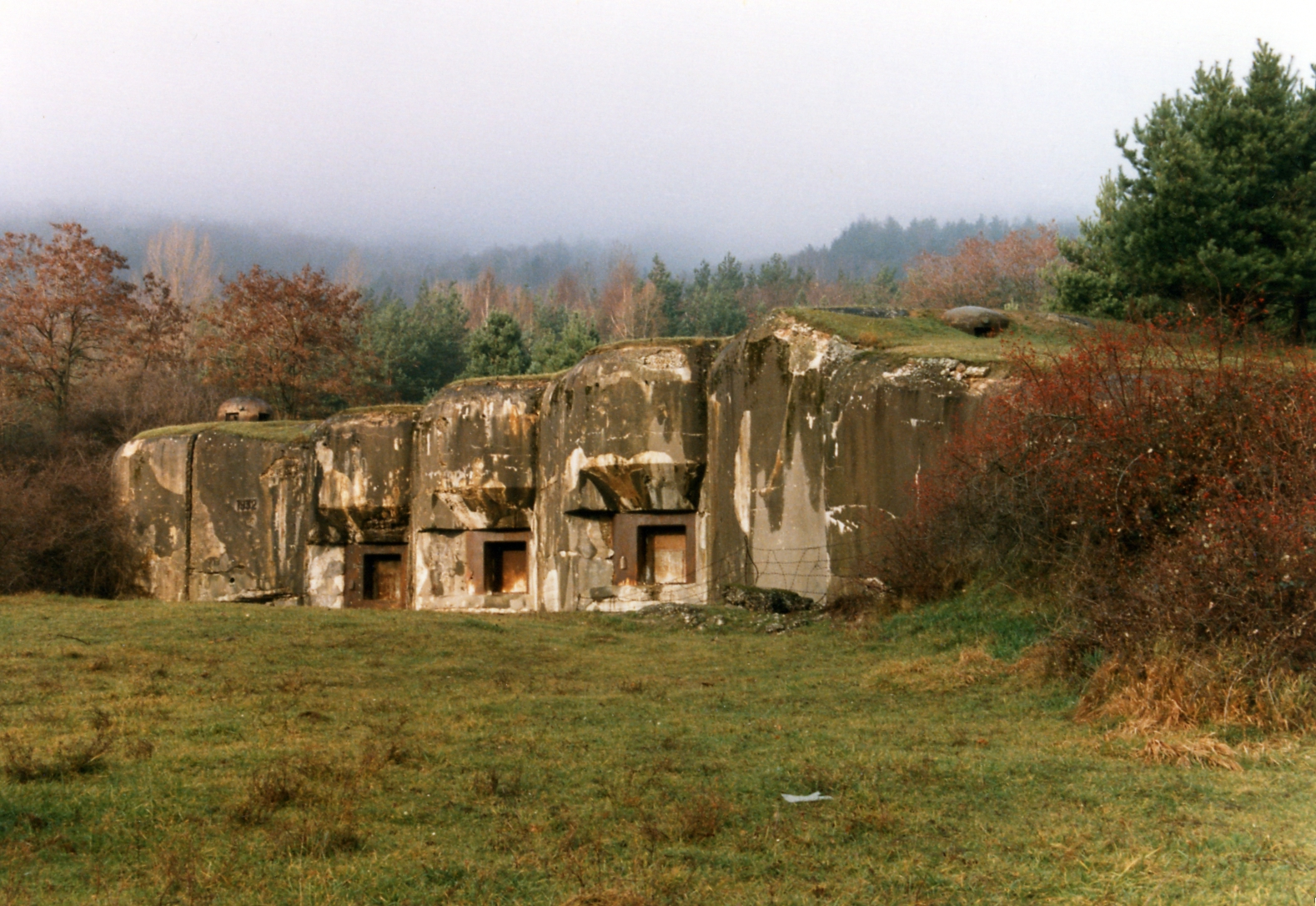
Block 6 vid Hochwaldfortet hade tre 75 mm kanoner av modell 29
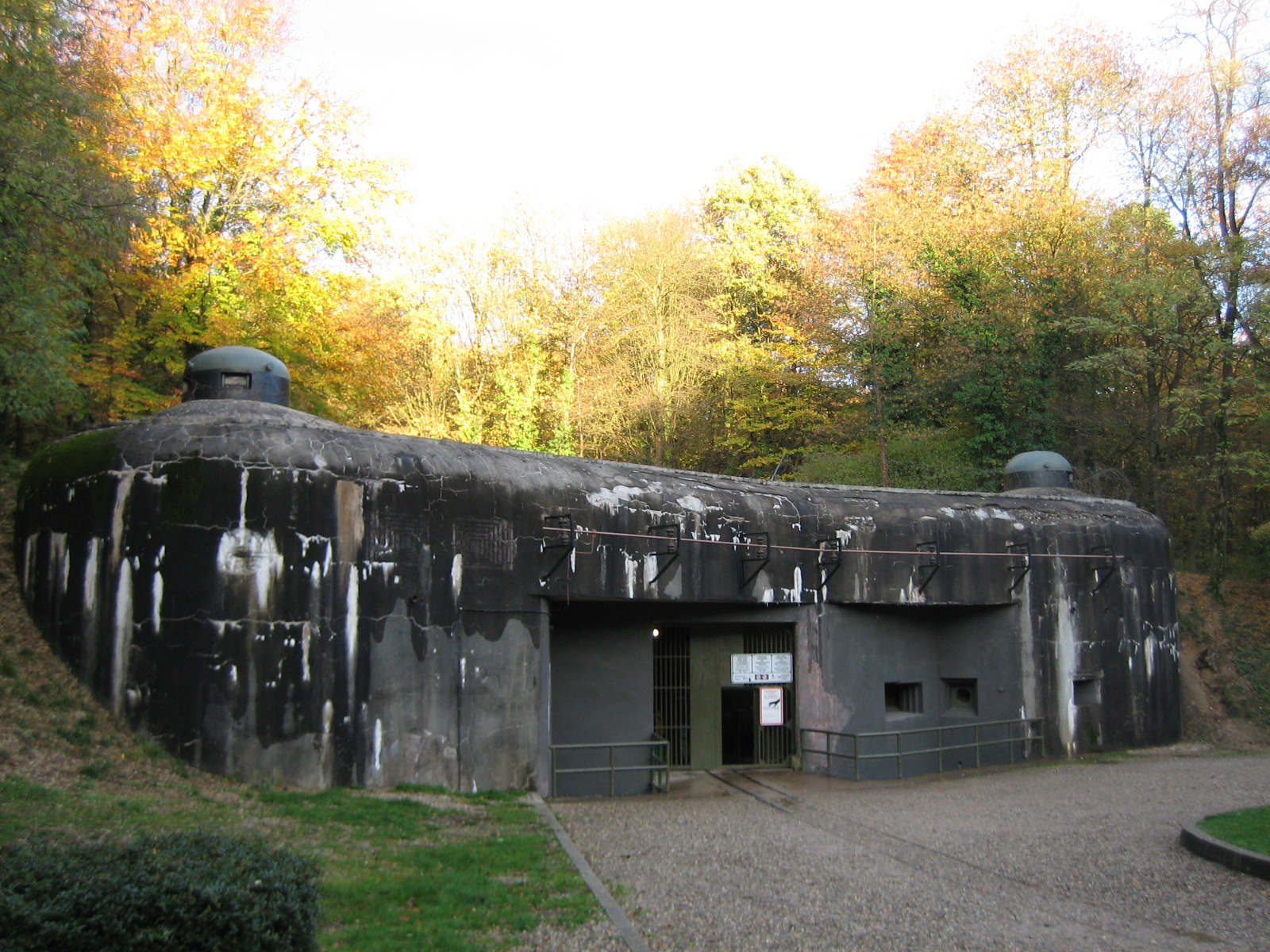
Ammunitionsintag vid Schoenenbourgfortet
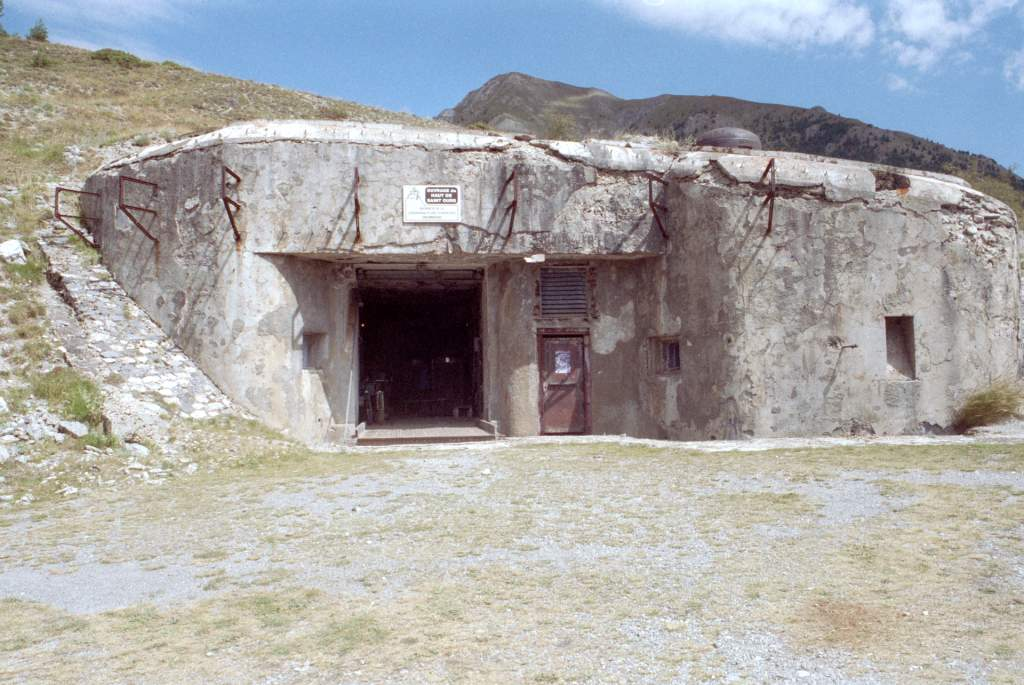
Ingång till fortet Saint-Ours Haut, typiskt för de stora forten i Alperna
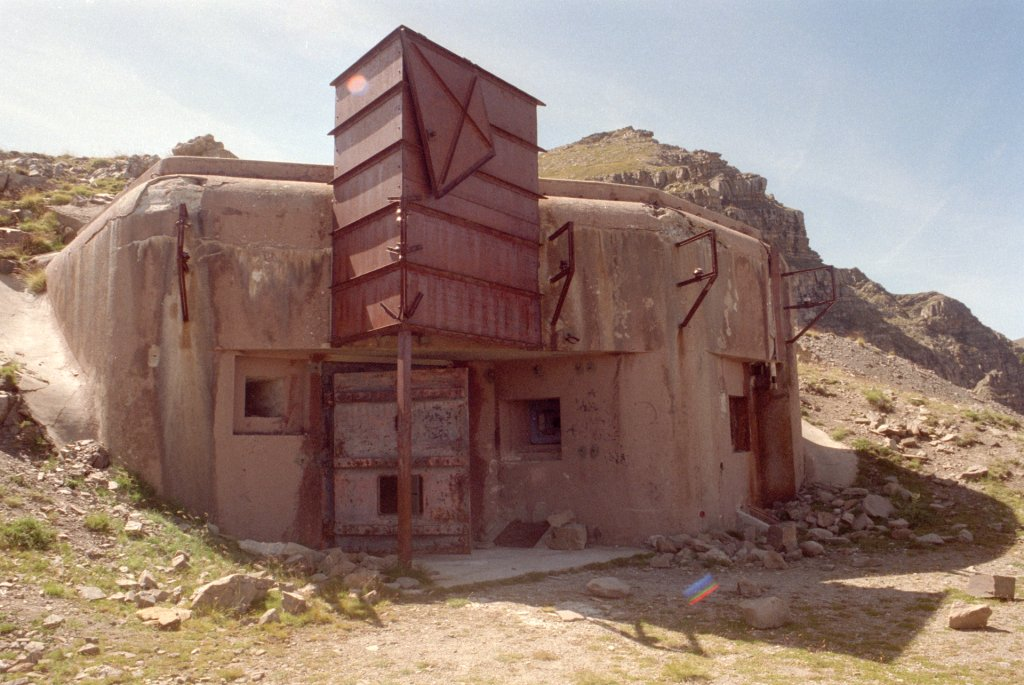
Ingång till ett litet fort vid Moutière. Här ser man skillnaden mellan de olika forttyperna i Alperna.

#### Haugenaus befästningssektion
Haguenausektorn inkluderar den sista stöttepelaren vid Vosges du North - fortet Ouvrage du Hochwald - som var det största bygget vid Maginotlinjen.

Återstoden av linjen är utspridd på slätterna vid Alsace fram till Rhen och bildar en linje av kasematter som skyddas av det kraftiga artilleriet vid fortet Schoenenbourg.

### Alplinjen
I jämförelse med den nordöstra delen av Maginotlinjen var Alplinjen organiserad på ett annorlunda sätt. Bergen gav ett naturligt försvar. Det är mycket svårare att föra fram en armé bland höga berg än på de stora slätterna i nordöstra Frankrike. Forten vid Alplinjen konstruerades för att blockera de viktiga passagerna i dalarna. Man kunde inte bygga en kontinuerlig eldlinje som den i nordost, utan man koncentrerade elden för att stoppa frontalanfall eller flankerande rörelser.
Man hade dock byggt ut försvaret i djupet. Nära gränsen fanns utposter i små bunkrar, vars primära uppdrag var att slå larm vid misstänkta fientliga trupprörelser. Bakom dessa utpostlinjer fanns artilleri som motsvarade det artilleriunderstöd som kunde återfinnas i nordost. Därtill finns ett stort antal mindre bunkrar utspridda med jämna intervall på landet. Dessa hyste enbart trupper.    
Värt att notera är att även de större forten i detta område hade mindre bestyckning (det var nästan omöjligt att uppföra tungt artilleri i bergen) och vissa saknade även luftfilter till skydd mot giftgas eftersom ett giftgasanfall på denna höjd nästan saknar effekt. 

#### Savojensbefästningssektion
Denna sektor som befann sig vid Bourg-Saint-Maurice och Mauriennedalen koncentrerar sig främst på försvaret av ingången till Mauriennedalen vid Modane. Försvaret utgjordes av de stora forten Sapey, Saint Gobain, Saint Antoine, Lavoir och Pas du Rock samt de mindre forten och utposterna vid Arrondaz, Rochilles och Frejus.    
Försvaret av Bourg-Saint-Maurice skyddades av några mindre infanterifort (Versoyen, Chatelard och Cave à Canon)

#### Dauphinés befästningssektion
Dessa fort var koncentrerade omkring Briançon och Ubayedalen och skyddade de viktiga positionerna vid passagen till Briançon och ingången till Ubaye.    
Det finns ett stort fort, Janus, samt flera mindre fort, däribland Buffere (ej färdigställt), Granon (ej heller färdigställt), Aittes och Gondran E.    
Ubaye var ett viktigt område och man hade därför uppfört forten Roche-la-Croix, Saint-Ours Haut, Restefond (ej färdigställt eftersom det befann sig på en höjd på över 2 000 m, vilket också var det högst belägna fortet på hela Maginotlinjen) samt de mindre befästningarna Plate Lombarde, Saint-Ours Bas, Poste de Larche, Restefond, Barnskommunen och Moutière.

#### Alpes-Maritimes befästningssektion
Maginotlinjen slutade vid Medelhavet vid Chin med befästningsverken vid Bonette och beskyddade även dalarna Tinée och Vésubie, nära Sospel. Linjen avslutades vid foten av cap Martin nära Menton. Denna starkt befästa sektor förhindrade att eventuella fiender skulle få tillträde till dalarna i området.
Följande fort återfinns (från norr till söder): Crous, Valette, Gros Rimplas (det första fortet som byggdes i Maginotlinjen år 1928), Fressinea, Valdeblore, Serena (ej färdigställt), Caire Gros (ej färdigställt), Fort (ej färdigställt), Gordolon och Flaut, Baisse Saint Vérant (ej färdigställt), Plan Caval (ej färdigställt) l'Authionmassivet, La Beole, d'Agnon, La Dea, Brouis, Monte Grosso, Champ de tir de l'Agaisen, Agaisen, Saint Roch, Barbonnet och Castillon, Banquettes, de stora forten Sainte Agnès, de mindre befästningarna des Gardes, Mont Agel, Roquebrune-Cap-Martin, Réservoir och slutligen det stora fortet vid Cap Martin. Dessa fort understöddes av 16 utposter.

## Djuporganisationen
Maginotlinjen är ett enormt komplex som sträcker sig längs nästan hela den franska gränsen i norr och öster. Maginotlinjen konstruerades inte på något homogent sätt och dess realisering följde vanligtvis inte den linje som de ursprungliga planerarna hade stakat ut. Orsaken till detta berodde främst på ändringar i budgeten. I de områden som följde ursprungsprogrammet (speciellt i Thionvillesektorn) kan man urskilja att linjen är uppbyggd i fyra distinkta delar:
1. Längst framme fanns utpostlinjen som var till för att upptäcka och fördröja ett överraskande anfall. Genom minering av vägar skulle man ge huvudlinjen tid att försätta sig i alarmberedskap.
2. Huvudförsvarslinjen som låg omkring 2 km bakom utposterna innefattade forten och de stridande förbanden. Den kompletterades av ett nätverk med krondiken (stridsvagnshinder) och taggtråd längs gränsen.     
3. Längre bak fanns skyddsrum med jämna intervall. Dessa gav skydd åt de stridande förbanden och utgjordes enbart av underjordiska baracker, utrustade för närstrid.
4. Bakom linjerna fanns den logistiska organisationen: telenät och elektricitet, vägar och smalspåriga militära järnvägar av decauvilletyp (600 mm spårvidd), ammunitionsdepåer, fredstida baracker mm.

## Inne i forten

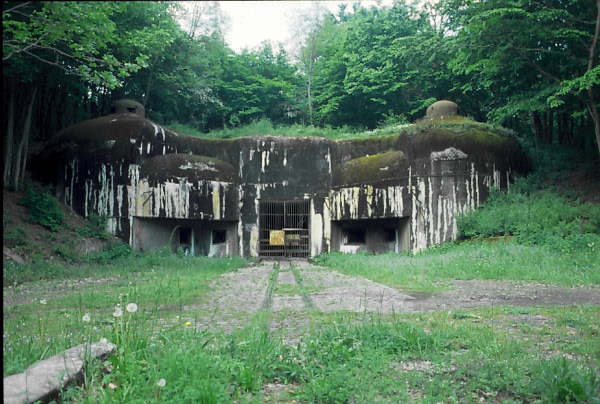
Ammunitionsingång vid fortet Kobenbusch.

Maginotlinjens fort är organiserade efter sin bestyckning och sina uppgifter, därför ser konstruktionerna lite annorlunda ut beroende på vilken roll de spelade. Nyttjandet av terrängen och geografin var alltid en dominerande faktor när det gällde organiserandet av de befästa områdena. Det fanns dock alltid några gemensamma grundelement: vissa bunkrar används som manskapsingångar och så fanns det bunkrar som utnyttjades för lossning och bunkring av ammunition. I vissa fall används ingångarna för båda syftena samtidigt och då var det främst på grund av praktiska orsaker (speciellt i bergsforten) eller i de små befästningarna som saknar artilleri: i detta fall var det inte ändamålsenligt att ha en separat ingång för den mindre farliga småkalibriga ammunitionen.
Efter att man passerat ingångarna så kom man till nätverket av de underjordiska gångar som byggde upp fortet. Maginotforten var belägna under jord för att ge extra skydd och för att synas så lite som möjligt. Enbart ingångarna och stridsbunkrarna befann sig ovan jord. Alla vapensystem var samlade i stridsbunkrarna och dessa var utspridda över området för att minimera effekten av fientlig artilleribeskjutning. Ingångarna till forten befann sig även långt bakom stridsbunkrarna, i vissa fall flera kilometer bakom.

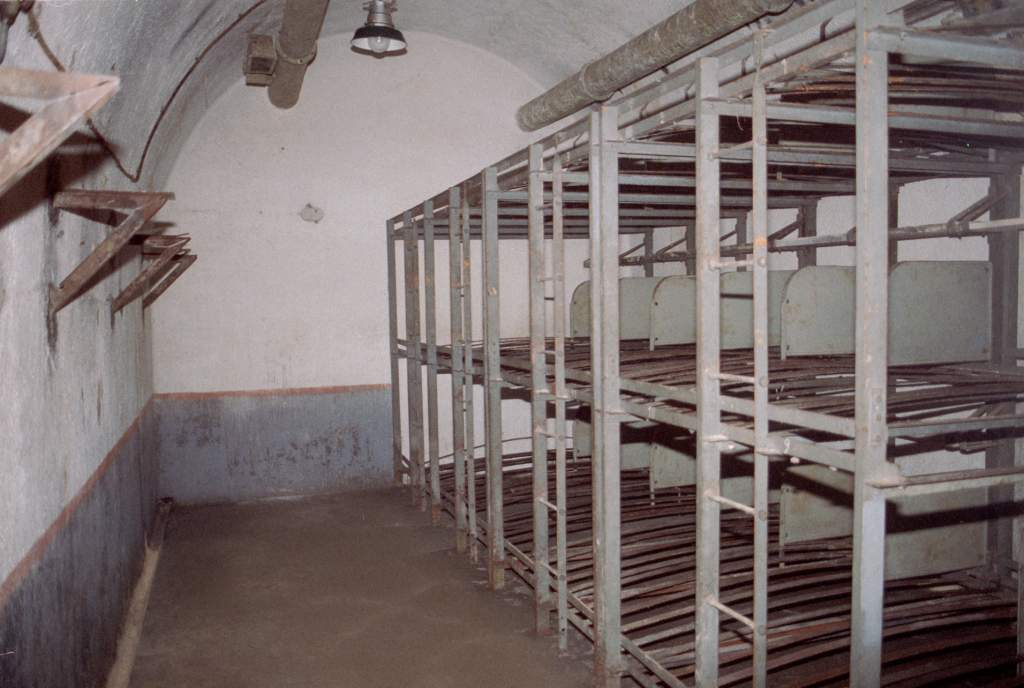
Logement (St Ours Hautfortet)

All verksamhet skedde under jord. Ett fort hade vanligtvis flera kilometer underjordiska gångar (det fanns uppskattningsvis 10 km gångar i de största forten) men gångarnas längd berodde på fortets storlek och den geografiska situationen. Inne i fortet finns logement, ett kök, en sjukstuga som ibland kunde inhysa en operationssal, en kraftstation som kunde ha upp till fyra generatorer samt ett huvudlager med ammunition i vissa fall (dessa var kända som M1-lager). Alla dessa avdelningar var belägna nära utgången till fortet. De var förbundna med bunkrarna genom en huvudtunnel som kunde vara flera kilometer lång. I de längsta tunnlarna hade man ett litet tåg som transporterade material och ammunition till bunkrarna. Bredvid bunkrarna fanns mindre ammunitionslager och omkring allt detta fanns ett starkt, armerat betongskal.

### Bestyckningen och skydd
Man använde stora mängder med betong för att skydda kanonerna och manskapet: konstruktionen av ett enda fort krävde tusentals kubikmeter betong. Man använde även bepansring för att skydda infanteriet och artilleripjäserna. Det system av fortifikationer som byggts upp vid Verdunfortet 1916 förbättrades och införlivades i Maginotlinjen.
Det fanns två typer av skydd: kasematter och bepansrade avdelningar. Kasematterna utgjordes av armerade cementblock som kunde vara upp emot 3 m tjocka, där de olika vapeninstallationerna fanns. De bepansrade avdelningarna kan delas in i två kategorier: fasta bepansrade avdelningar, s.k. "klockor" som främst användes för observation och som kunde utrustas med kikare, olika typer av periskop eller infanterivapen, beroende på modell och den andra typen var s.k. "nedsänkbara torn". Dessa rörliga torn kunde sänkas ned i fortet för att skydda pjäserna. I nedsänkt läge var enbart hatten synlig och denna var tillverkad av 30 cm tjockt specialstål. I eldställning befann sig tornet omkring 30 cm högre, vilket gjorde att snabb eldgivning från de två pjäserna i tornet möjliggjordes. Tornet kunde rotera 360° och var mycket kompakt emedan det ändå hade stor eldkraft.
Nedan följer en lista på de olika vapen som användes i Maginotlinjen:

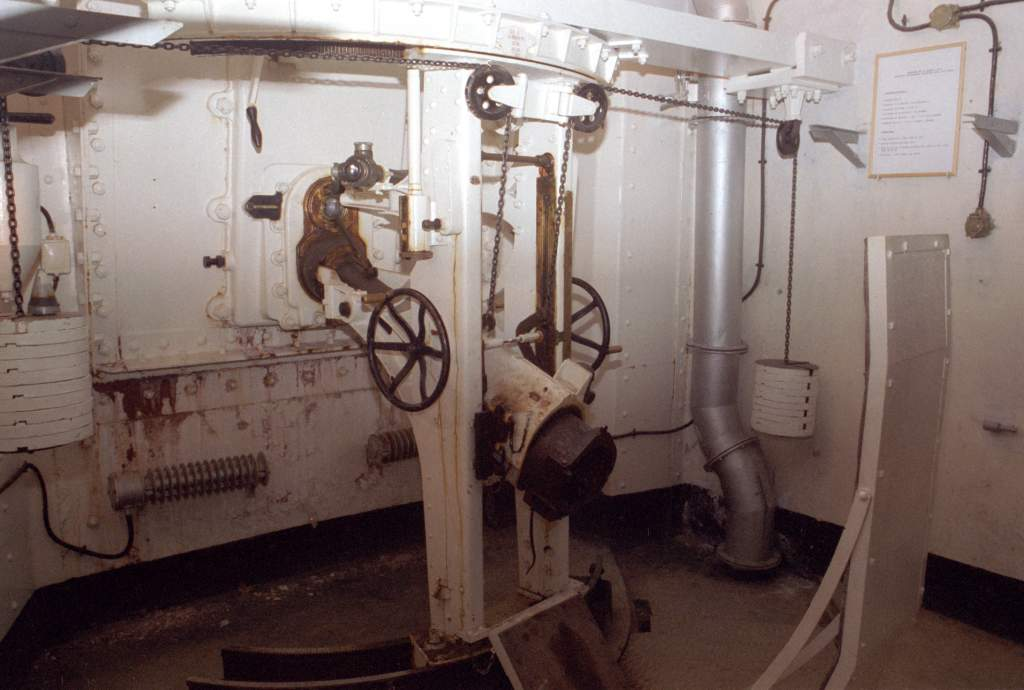
Granatkastare av modell 75-31

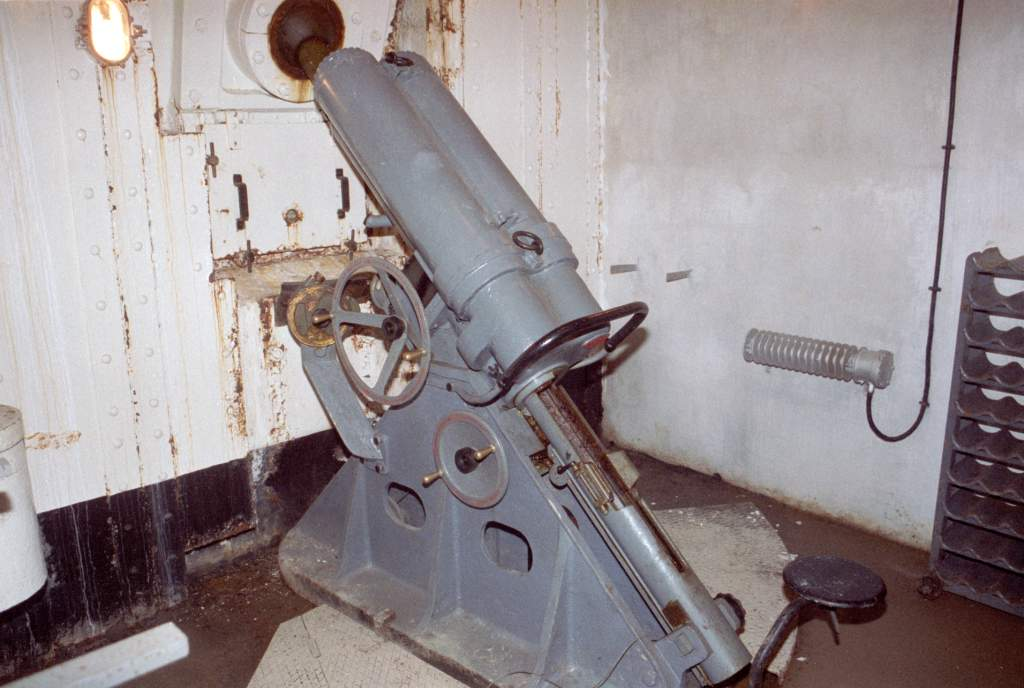
81 mm granatkastare

Tungt artilleri:
- 135 mm haubits : dessa pjäser fanns antingen i kasematterna eller i de nedsänkbara kanontornen.
- 75 mm kanon : den berömda franska 75 mm kanonen var i bruk i Maginotlinjen i olika varianter. Denna pjäs var den vanligaste förekommande artilleripjäsen. Den är bl.a. monterad i kasematterna (modellerna 75-29, 75-32 samt 75-33 som enbart användes i de franska alperna), det fanns även en 75 mm granatkastare i kasematterna (modell 75-31) samt i tornen: modell 75R32 (med förkortat eldrör) eller modell 75-33.
- 81 mm granatkastare: i torn eller i kasematter.

Lätt artilleri:
- 47 mm pansarvärnspjäser : förekom enbart i kasematterna, dessa kanoner kunde slå ut så gott som alla typer av stridsvagnar i början på andra världskriget.
- 37 mm pansarvärnspjäs : förekom enbart i kasematterna.
- blandade vapen : en 25 mm pansarvärnskanon och två 7,5 mm kulsprutor under en "klocka".
- två 7,5 mm kulsprutor i ett torn, kasematt eller klocka.
- en lätt kulspruta av modell FM24/29 : som kunde monteras i en klocka (av modell GFM "Guetteur Fusil-mitrailleur" Guetteur lätt kulspruta) eller i en kasematt.
- 50 mm granatkastare : användes mest i klockorna och mera sällan i kasematterna.
- lansgranat : en beväpnad klocka som var till för närförsvar. Trots att dessa klockor blev färdigställda fick de aldrig sin bestyckning.

Maginotlinjens artilleri baserade sig främst på 75 mm-pjäserna som visat sig vara en mycket effektiv pjäs 1914–1918 och som igen fick visa sitt värde i Maginotlinjen : 75R32-tornet kunde till exempel skjuta iväg 60 skott per minut från sina båda kanoner och med en mycket hög precision.

## Maginotlinjen i strid

### Slaget om Frankrike
Kort efter första världskrigets slut förklarade de franska generalerna vid generalstaben, att den franska armén skulle anta en ny strategi på grund av det senaste krigets karaktär. Under de första månaderna 1914 hade de tyska styrkorna först varit offensiva, därefter följde åren med skyttegravskrig, med fruktansvärda följder för städer, industri och manskap. Strategiändringen påverkades även av de nypacifistiska vindar som hade börjat blåsa i det franska samhället. Den franska huvudstaben beslöt att, i "nästa krig mot Tyskland" skulle det vara nödvändigt att övergå från en offensiv strategi till en defensiv. Man började därför bygga Maginotlinjen. Linjen kom dock att innehålla ett gap vid Ardennerna eftersom vissa experter, däribland marskalk Pétain, Verduns hjälte, ansåg att området var "ogenomträngligt" för mekaniserade förband (1934). Likaså trodde man att floden Meuse och Albertkanalen i Belgien bildade oöverkomliga hinder. Sakta skapade man en falsk känsla av säkerhet i och med uppförandet av Maginotlinjen. Så gott som alla fransmän ansåg sig säkra mot en tysk aggression. Maginotlinjen hade dock aldrig konstruerats för att vara varken ogenomtränglig eller oförstörbar, utan dess syfte var att bromsa upp ett aggressivt tyskt anfall så pass länge så att man kunde genomföra en allmän mobilisering under gynnsamma förhållanden. Olyckligtvis förlitade sig generalstaben fullständigt på Maginotlinjen år 1940, trots att deras rådgivare hade avvikande åsikter. Detta blev en av huvudorsakerna till Frankrikes fall.
Maginotlinjen nådde inte ända till Nordsjön utan slutade vid Montmédy vid den belgiska gränsen. Maginotlinjen hade byggts som en del av det försvarssamarbete som var upprättat mellan Frankrike och Belgien och som skulle komplettera varandras försvarssystem mot Tyskland. Olyckligtvis för fransmännen valde belgarna att förklara sig neutrala 1936. Detta tvingade fransmännen att anta en riskfylld strategi som innebar att man skulle avancera genom Belgien för att möta en eventuell tysk invasion. Denna strategi skulle i maj 1940 visa sig vara ett fatalt misstag.
Lugnade av denna jättekonstruktion och stödda på gamla militärdoktriner påbörjade generalerna sitt krig mot Hitler. Det franska högkvarteret hade dock missat möjligheten att skapa en mobil anfallsstyrka, genom att samla stridsvagnarna i kraftfulla stora grupper, så som tyskarna hade gjort i sina pansardivisioner. Den politiska kris som utspelade sig i den franska tredje republiken spädde dessutom ytterligare på problemen. När Frankrike tvingades förklara krig mot Tyskland fortsatte man att vända bort huvudet och förneka verkligheten. Denna verklighet skakade abrupt om Frankrike den 10 maj 1940 när den tyska offensiven började i väst. 
Maginotlinjen kunde inte förhindra Frankrikes kollaps i början av det tyska blixtkriget eftersom de tyska divisionerna kringrände konstruktionerna och därefter anföll Sedanområdet. De allierade arméerna blev därmed kluven i två delar. Delar av den franska armén, de brittiska styrkorna och belgarna inringades och stängdes in vid Dunkerque. Britterna lyckades dock evakuera de soldater som var fångade inne i fickan genom att sända hundratals fartyg och båtar över Engelska kanalen i den så kallade Operation Dynamo. De östra franska arméerna och de regementen som befann sig bakom Maginotlinjen fann sig snart inringade mellan Tyskland och de tyska pansarstyrkor som snabbt avancerade i deras rygg mot den schweiziska gränsen.
I det kaos som då genomströmmade den franska armén visade Maginotlinjen ändå upp sin motståndsvilja och sitt trots. Linjen kom att hålla stånd medan det resterande försvaret bröts ned och landet erövrades. Den 14 juni 1940, när tyskarna erövrade Paris, förorsakade fortet Saar tyskarna ett svårt bakslag trots svåra förhållanden. När vapenstilleståndsavtalet skrevs under den 22 juni 1940 fanns det nästan 400 000 soldater som ännu gjorde motstånd och en vecka senare, den 1 juli 1940, gavs en order om att manskapet i Maginotlinjen skulle kapitulera trots de ännu inte hade blivit besegrade. Soldaterna överfördes därefter till fångenskap i Tyskland.
Italienarna, som var i minoritet mot fransmännen i relationen 10 mot 1 kunde inte ha haft ett bättre läge. De slapp nu att stånga sig blodiga mot de franska alpforten. Kaptenen i fortet Menton-Garavan såg noggrant till att låsa fortet innan han lämnade området med sina vapen och sitt bagage. Denna bastion var ännu oerövrad vid det fransk-italienska stilleståndet.

### Från juli 1940 till idag

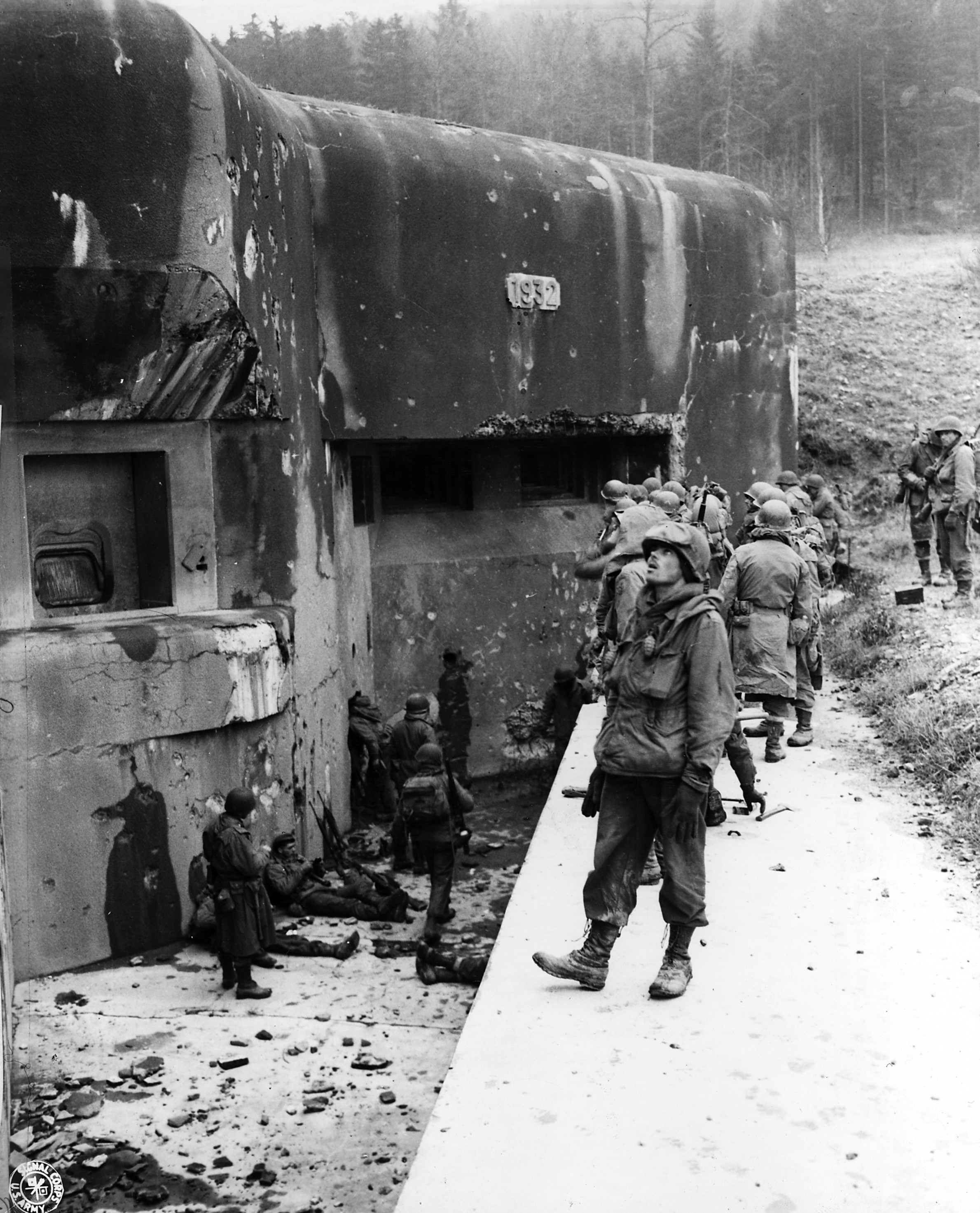
Amerikanska trupper inspekterar fortifikationerna 1944

Maginotlinjens historia slutar inte här eftersom tyskarna använde den som skydd för sig själva och för underjordiska fabriker. Fästningslinjen gjorde det även möjligt för tyskarna att flera gånger slå tillbaka de amerikanska styrkorna 1944–1945. Efter kriget återupprustade den franska armén linjen, moderniserade den och inkluderade den i Natos nätverk mot det sovjetiska hotet. År 1961 började den franska armén att lämna delar av linjen. De övergivna delarna plundrades snabbt och vandaliserades. Vissa föreningar tog därefter som sitt uppdrag att restaurera vissa fort och öppnade dem för allmänheten.

## Kuriosa
Den brittiske sångaren och filmskådespelaren George Formby spelade under andra världskriget in låten "Imagine Me In The Maginot Line" som handlar om vad som skulle hända om Formby bevakade Maginotlinjen.